# Lil Aaron
Аарон Дженнінгс Пакетт (англ. Aaron Jennings Puckett, нар. 31 травня 1994 року, Франкфорт, Індіана, Сполучені Штати Америки), більш відомий як Lil Aaron — американський репер та музикант. Схрещуючи між собою елементи поппанку та емо з хіп-хопом та попмузикою, він випустив п'ять сольних мініальбомів, а також два мініальбоми у складі колективу Boyfriendz. Крім власної музики, він пише музику для інших виконавців, зокрема Blackbear, Ліам Пейн, Гейлі Стайнфельд, Dev та Kiiara.

## Біографія
Пакетт зростав у місті Гошен, штат Індіана. Його молодший брат, Кора Пакетт, теж музикант, грає у рок-гурті Narrow Head. У дитинстві віруючі батьки не дозволяли йому слухати звичайну музику, тим не менш він захопився світським панк-роком та емо-гуртами через такі сайти, як MySpace та PureVolume, без відома батьків. Спочатку він відкрив для себе такі гурти, як Never Shout Never, Owl City та The Ready Set, а потім став фанатом Hit the Lights та Boys Like Girls. Озираючись на своє минуле в дорослому віці, він заявив: «Я був емо все своє довбане життя». У середній і старшій школі він був вокалістом поп-панк-гурту, який сформувався під впливом Hit the Lights і Metro Station. З віком Пакетт дедалі більше цікавився незалежною хіп-хоп сценою, яка гуртувалася в інтернеті. Це призвело до того, що він кинув навчання у школі та переїхав до Лос-Анджелеса.

## Кар'єра
Свою кар'єру Пакетт почав як автор пісень, працюючи з такими виконавцями, як Тревіс Міллз, DRAM, Icona Pop та Kiiara. Втім, дуже скоро він захотів співати власні пісні, розпочавши сольну кар'єру у 2016 році з треком Damn, спродюсованим Y2K. 10 квітня він з'явився на фіті у Тревіса Міллза на пісні Trouble. 23 червня він випустив трек Prolly за участю iLoveMakonnen. 22 вересня він з'явився у пісні Joy Birthday. Для запису свого дебютного мініальбому Gloing Pain$ він запросив учасників Polyphia для запису інструментальних партій. Музика Пакетта вперше почала привертати увагу в середині 2017 року завдяки пісням Hot Topic та Warped Tour. Наприкінці 2017 року Пакетт заснував гурт Boyfriendz разом із Smrtdeath та Lil Lotus. Вони випустили свій дебютний однойменний мініальбом у грудні 2017 року. Платівка була записана за одну ніч і випущена за тиждень на SoundCloud. У 2017 році Пакетт взяв участь у записі пісні Faded Кім Петрас. У січні 2018 року було випущено музичне відео на трек.
Він також взяв участь у пісні Goody Grace під назвою In The Light Of The Moon, яка увійшла до мініальбому Infinite, випущеного 22 березня 2018 року. 31 травня виконавець випустив мініальбом Rock$tar Famou$. Процес запису платівки проходив між Кауаї, на Гаваях, та Голлівудом, що у Каліфорнії. 11 травня трек з релізу Quit за участю Тревіса Баркера отримав музичне відео. 5 вересня вийшов кліп на пісню Anymore за участю Кім Петрас. 16 і 17 листопада Пакетт виступав на розігріві у Blink-182 під час їхнього концерту в Palms Casino Resort у Лас-Вегасі. Він взяв участь у записі пісні Брук Кенді Nuts, яка вийшла 16 листопада.
7 грудня 2018 року музикант випустив різдвяний мініальбом під назвою Worst Christmas Ever. 29 грудня випустив пісню Studded Gucci Belt. 25 січня 2019 року Аарон випустив мініальбом Dark Matter. Пакетт з'явився на фіті у пісні Кім Петрас Homework, реліз якої відбувся 7 лютого. 14 лютого Boyfriendz випустили свій другий мініальбом BFZ2. Він взяв участь у створенні пісні Big Baby Scumbag Dale Earnhardt (remix) з альбому Big Baby Earnhardt, випущеного 17 січня 2020 року. Пакетт з'явився у пісні Big Freedia GTFOMF з мініальбому Louder, випущеного 13 березня. Заспівав у треці Plavtinum під назвою Girls on the Internet, який вийшов 20 березня. Він був представлений у піснях Lights Off та She Told me to the Kill Myself виконавця Smrtdeath, які вийшли на альбомі Somethjng's Wrong 13 листопада 2020 року. 6 жовтня 2020 року Lil Aaron випустив мініальбом 808 Rock. 11 лютого 2021 вийшла спільна з Ethel Cain пісня Michelle Pfeiffer.

## Музичний стиль
Музику Пакетта відносять до емо-репу та реп-року. Вона включає елементи поп-панку, Soundcloud-репу та попмузики. Видання Alternative Press назвало його музику «непідвладною жодному жанру».
Музикант розповідав, що на його творчість вплинули такі гурти, як Panic! at the Disco, Blink-182, Brokencyde та Dot Dot Curve. В інтерв'ю Projectu.TV він заявив, що його метою було зацікавити як «дітей, які слухали A$AP, Kid Cudi і Kanye West, так і дітей, які слухали Black Veil Brides, Blood on the Dance Floor, Warped Tour». У його музиці часто поєднуються треп-інструментали з автотюновим і дистортнутим вокалом, з мелодіями, що нагадують поппанк та емо. Рецензент Complex Джо Прайс описав його звук як «Тревіс Скотт у поєднанні з Green Day». Hypefresh.co описує його музику як « суміш поппанкового підходу з новим жанром автотюнового репу».

## Дискографія

### Мініальбоми
- 2016 — Gloing Pain$
- 2017 — Rock$tar Famou$
- 2018 — Worst Christmas Ever
- 2019 — Dark Matter
- 2020 — 808 Rock

### У складі Boyfriendz
- 2017 — Boyfriendz
- 2019 — BFZ2